# Hammersbach (Krebsbach)
Der Hammersbach ist ein linker Zufluss des Krebsbaches im Büdingen-Meerholzer Hügelland in Hessen.

## Geographie

### Verlauf
Der Hammerbach entspringt auf einer Höhe von etwa 180 m ü. NN östlich von Langen-Bergheim einem kleinen Weiher und verläuft in südwestliche Richtung. 
Er unterquert dann die Bundesautobahn 45 und mündet schließlich am südöstlichen Ortsrand des Hammersbacher Ortsteils Marköbel auf einer Höhe von ungefähr 120 m ü. NN  als linker Zufluss in den Krebsbach. Die Gemeinde Hammersbach ist nach ihm benannt
Sein etwa 3 km langer Lauf endet 60 Höhenmeter unterhalb seiner Quelle, er hat somit ein mittleres Sohlgefälle von 20 ‰.

### Einzugsgebiet
Das Einzugsgebiet des Hammerbachs liegt im Büdingen-Meerholzer Hügelland und wird über den Krebsbach, den Fallbach, die Kinzig, den Main und den Rhein zur Nordsee entwässert.
Es grenzt 
- im Osten an das des Fallbach, einem Zufluss der Kinzig
- und ansonsten an das von kleineren Krebsbachzuflüssen.

Die höchster Erhebung ist der 241,8 m ü. NHN hohe Florstädter Berg im Nordosten des Einzugsgebiets.
Das Einzugsgebiet ist am Oberlauf im östlichen Bereich überwiegend bewaldet, ansonsten dominiert Ackerland und im Mündungsbereich die Ortslage von Marköbel.

### Flusssystem Kinzig
- Liste der Fließgewässer im Flusssystem Kinzig (Main)